# Гончаровка (Бобруйський район)

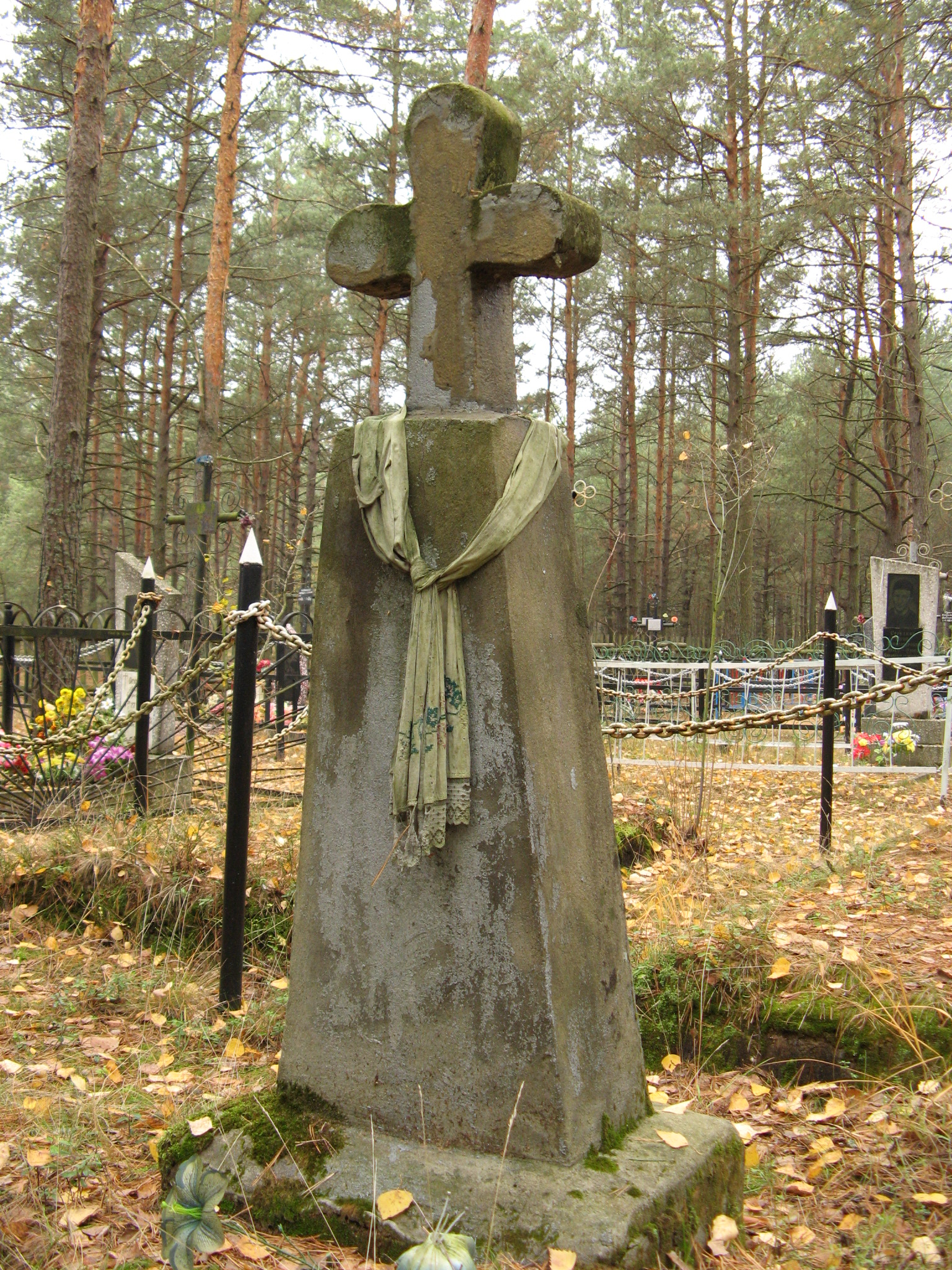
Хрест на кладовищі

Гончаро́вка (біл. Ганчароўка, Hančaroŭka) — село Бобруйського району, Могильовскій області Білорусі. Засноване в 1925 на землях відібраних від шляхти. В 1926 тут було 5 дворів та 23 насельникі. В 1934 був створений колгосп «Сталінська перемога», а в 1967 до Гончаровки долучили село Нова вьоска. В 1975 на кладовищі був поставлений пам'ятник-обеліск в пам'ять радянських солдатів, що загинули під час визволення села в 1944. На початку 1997 в селі було 78 осіб та 48 дворів, в 2008 нараховувалося 60 осіб.